# Cymatomerella spilophora
Cymatomerella spilophora är en insektsart som först beskrevs av Walker, F. 1870.  Cymatomerella spilophora ingår i släktet Cymatomerella och familjen vårtbitare. Inga underarter finns listade i Catalogue of Life.